# Gallows (film)
Pour plus de détails, voir Fiche technique et Distribution.
Gallows ou La Potence au Québec (The Gallows) est un film d'horreur américain au format found footage réalisé par Travis Cluff et Chris Lofing et sorti en 2015

## Synopsis
En 1993, dans une petite ville, au sein d'un collège, une représentation d'une pièce de théâtre qui se nomme "Gallows" tourne au drame lorsque le jeune homme, Charlie, qui joue le rôle principal meurt pendu dans la scène finale.
En 2013, soit 20 ans plus tard, un groupe d'élèves de ce même établissement décide de rejouer la pièce en hommage à Charlie. Mais ils vont par la même occasion réveiller le jeune mort.

## Fiche technique
- Titre original : The Gallows
- Titre français : Gallows
- Titre québécois : La Potence
- Réalisation : Travis Cluff et Chris Lofing
- Production : Jason Blum, Travis Cluff, Benjamin Forkner, Chris Lofing et Dean Schnider
- Musique : Zach Lemmon
- Société de production : New Line Cinema, Blumhouse Productions, Management 360, Tremendum Pictures
- Société de distribution : Warner Bros.
- Langue originale : anglais
- Durée : 81 minutes
- Genre : horreur
- Dates de sortie : 
  - États-Unis : 10 juillet 2015
  - France : 22 juillet 2015[2]
- Interdit aux moins de 12 ans lors de sa sortie en salles

## Distribution
- Reese Mishler (VF : Gauthier Battoue) : Reese
- Pfeifer Brown (VF : Émilie Rault) : Pfeifer
- Ryan Shoos (VF : Lazare Herson-Macarel) : Ryan
- Cassidy Gifford (VF : Emmylou Homs) : Cassidy
- Travis Cluff : M. Schwendiman
- Theo Burkhardt (VF : Jérémy Bardeau) : Rick Houser
- John Hales (VF : Gabriel Bismuth-Bienaimé) : le roi
- Price T. Morgan (VF : Alexandre Nguyen) : le jeune stagiaire (Régie boy)
- Mackie Burt : la cheerleader no 1
- Alexis Schneider : l'actrice qui joue à l'école
- Jerry Ramirez (VF : Eilias Changuel) : Scroll Reader

Sources et légende : Version française (VF) sur RS Doublage et carton DVD